# Янпіль
Янпіль — проміжна залізнична станція 5-го класу Конотопської дирекції Південно-Західної залізниці на електрифікованій лінії Хутір-Михайлівський — 
Конотоп між станціями Макове (14 км) та Неплюєве (11 км). Розташована в селищі Привокзальне Шосткинського району Сумської області.

## Пасажирське сполучення
На станції Янпіль зупиняються поїзди приміського сполучення Конотоп — Хутір-Михайлівський.
Раніше курсували:
- регіональний поїзд «Північний експрес» сполученням Зернове /  Новгород-Сіверський — Суми (скасований з 18 березня 2020 року, курсував 4 рази на тиждень);
- регіональні електропоїзди сполученням Зернове —Київ — Фастів (скасовані з 24 лютого 2022 року, з початку російського вторгнення в Україну).